# Latxa
Latxa és una raça ovina autòctona del País Basc que també s'estén per zones limítrofes de Cantàbria. L'ovella latxa va formar part de la creació de la raça ovina mexicana borrego Chiapas, que cria tradicionalment el poble indígena dels tzotzils, als Alts de Chiapas. Pertany al tronc xurro, a causa del tipus de llana que comparteix amb la xurra. Forma part de les races d'ovelles que no s'han creuat amb sang d'ovella merina a causa de la prohibició de les importacions d'animals exògens.

## Morfologia

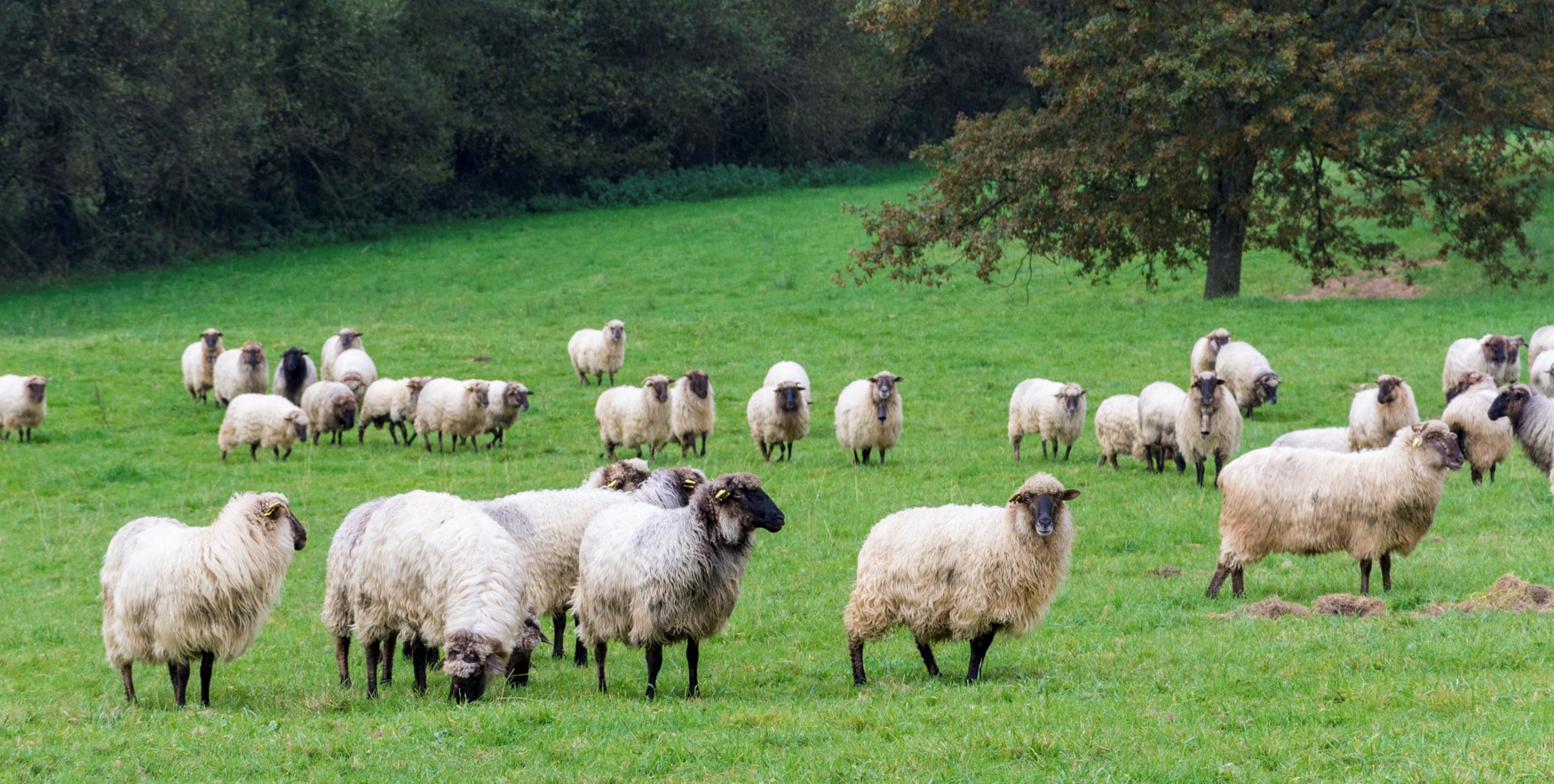
Ovelles latxes a Otxandio

Té un velló de pèl molt llarg, que gairebé toca el terra, de llana aspra (latxa significa «aspre» en basc) i greix, adaptat a la climatologia humida local. El pèl curt del cap és de color rogenc o negre. El mascle té unes banyes recargolades al voltant de les orelles. Té una alçada de 65 cm la latxa de cara rossa i 75 cm la latxa de cara negra.
L'ovella latxa es cria principalment per la seva llet, destinada a l'elaboració del formatge Idiazabal. L'ovella produeix al voltant d'un litre de llet diari durant un període de cent quaranta dies en el cas de la latxa de cara negra i cent cinquanta-cinc dies la latxa de cara rossa. Els bens són deslletats molt aviat a fi de reservar la llet per a la fabricació de formatge. Es venen als criadors i són alimentades amb llet en pols i després, a l'estiu, amb les pastures de muntanya, produint animals de carn saborosa.